# Hôpital de Cumberland
L'hôpital de Cumberland est un hôpital psychiatrique public situé à Westmead (en), une banlieue de l'ouest de Sydney en Australie.

## Histoire
Le bâtiment servait précédemment de résidence pour les détenues femmes. En 1817, le gouverneur Lachlan Macquarie a commandé la construction de structures permanentes. Les femmes détenues ont été obligées de travailler. Par la suite, la résidence est connue sous le nom de The Female Factory. 
Bien que la déportation de condamnés vers la Nouvelle-Galles du Sud ait cessé en 1840, le site reste un lieu de détention des femmes condamnés jusqu'en 1847.
En 1849, les bâtiments deviennent un hôpital psychiatrique. À la fin du XIXe siècle, le détenu William Cresswell y est interné, après avoir voulu faire établir qu'il était un héritier dans l'affaire Tichborne. Il est alors convaincu de parjure et condamné. Il meurt à l'hôpital psychiatrique en 1904.
L'hôpital prend son nom actuel en 1983. 
Avec la Bungarribee House et l'hôpital de Blacktown, cet hôpital répond aux besoins de santé mentale de la région de Sydney-Ouest. L'hôpital public fait partie du district de santé local de l'ouest de Sydney (WSLHD).